# Nørre Felding Kirke
Nørre Felding kirke er en romansk kvaderstenskirke fra omkring år 1100. Kirken har været restaureret mange gange, seneste i 2007, hvor det meste af kirken blev malet om. Kirkens tårn blev nedbrudt i 1700-tallet og da man restaurede kirken i 1938 valgte man at bygge en tagrytter, som indeholdt klokken. 
I kirken hænger et riffelmaleri, der på den ene side forestiller bebudelsen af Jesu fødsel og på den anden siden Jomfru Maria med Jesus som spæd. Maleriet er fra 1792.
Mange af de billeder som hænger i kirken er malet af Bodil Kaalund, blandt andet har hun udsmykket prædikestolen, som er fra 1592.